# Governo Dufaure I
Il Governo Dufaure I è stato in carica dal 19 febbraio 1871 al 18 maggio 1873, per un totale di 2 anni, 2 mesi e 29 giorni.
Fu il primo governo della Terza Repubblica francese. Inizialmente provvisorio, assunse ruoli e poteri più chiari dopo la legge Rivet del 31 agosto 1871 e le seguenti leggi Tréveneuc (1872) e Broglie (1873), che sancì la creazione di una de jure repubblica semi-presidenziale, dove il Presidente della Repubblica era anche capo del governo, che però veniva formalmente amministrato da un "vicepresidente del consiglio", nei fatti il vero titolare della carica di premier.

## Storia

### Origine

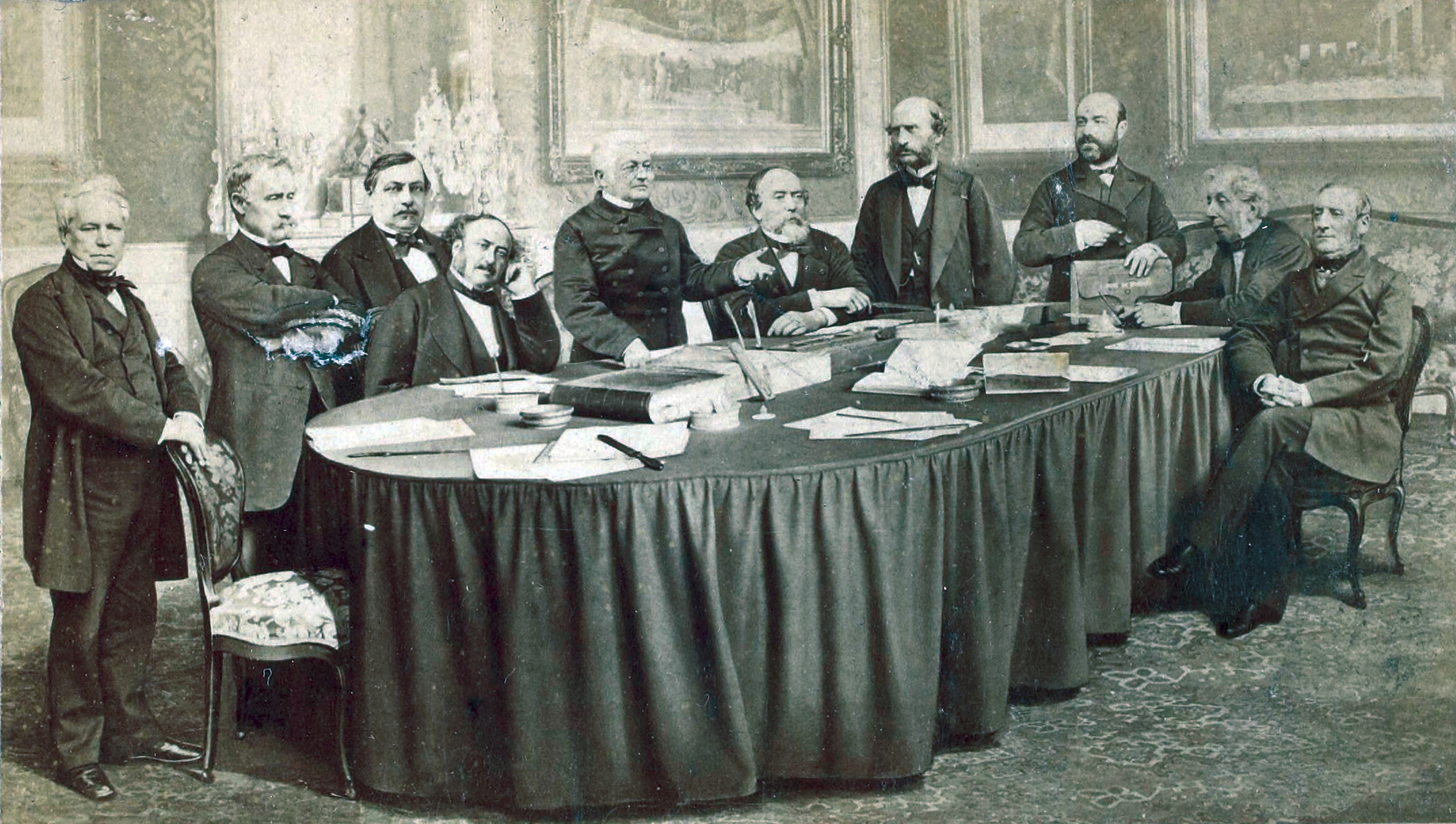
Seduta del consiglio dei ministri, 1872

Dopo la resa di Parigi dopo un lungo assedio prussiano il 28 gennaio 1871, la Francia siglò di fatto un armistizio con la coalizione vincitrice, permettendo così il ritorno alle libertà civili, politiche e partecipative limitate durante il Secondo Impero. Furono quindi organizzate elezioni per un'Assemblea nazionale, le cui votazioni avrebbero dovuto aver luogo l'8 febbraio. Le elezioni videro una netta vittoria delle destre monarchiche (396 su 644 seggi), divise tuttavia tra gli Orléanisti, sostenitori del Conte di Parigi, ed i Legittimisti, sostenitori del Conte di Chambord. Questa divisione garantì l'elezione Adolphe Thiers il 17 febbraio, sostenuto da una coalizione moderata di repubblicani e Orléanisti. Thiers, che percepiva l'ostilità dei parigini verso il nuovo esecutivo, decise momentaneamente di mantenere la capitale a Versailles, dove incaricò Jules-Armand Dufaure di formare un governo di coalizione, che sostanzialmente applicava le direttive imposte dal capo dello stato.

### La Comune e la pace
Non ci volle molto perché a Parigi, stremata dall'assedio e dalla notizia di nuove tassazioni per ripagare le indennità di guerra ai tedeschi, scoppiasse una rivolta, che puntualmente si il 18 marzo 1871 alla creazione di una Comune socialista ispirata a quella della Rivoluzione francese. Per evitare che il governo insorto si propagasse in tutta la Francia, il governo mobilitò rapidamente l'esercito, che nuovamente assediò la capitale allo scopo di reprimere l'insurrezione.
Nel frattempo, dopo intense trattative, Thiers riuscì a siglare la pace con il neonato Impero tedesco il 10 maggio 1871 (Trattato di Francoforte), le cui umilianti clausole come la cessione di Alsazia e Lorena furono tra i semi del revanchismo antitedesco che dominò la politica francese fino alla fine della Seconda guerra mondiale. Contemporaneamente, la politica radicale e intransigente dei leader comunardi Delescluze e Dombrowski aveva portato alla disillusione di molti cittadini ed insorti, consentendo all'esercito di entrare in città il 21 maggio e stroncare ogni resistenza il 28 maggio, giustiziando la maggior parte dei leader della Comune.
Nel 1872 il governo stanziò dei fondi per ammodernare l'esercito, fino ad allora vincolato da tattiche e armamenti obsoleti. Tuttavia, l'establishment militare, a trazione monarchica, rimase indenne, visto che molti deputati monarchici contribuivano alla tenuta del governo. Nel 1873, vi fu una diatriba circa le competenze della Corte di cassazione ed il Consiglio di Stato, che si risolse l'8 febbraio con la famosa Sentenza Blanco.
Nel 1873, infine, le ostilità crescenti tra i repubblicani che volevano rafforzare le istituzioni ed i monarchici che vedevano la repubblica come una mera transizione causarono una crisi di governo che costrinse Dufaure alle dimissioni.

## Consiglio dei Ministri
Il governo, composto da 9 ministri, vedeva partecipi:
| Carica                                    | Ritratto | Titolare | Titolare                  | Partito         | Durata                             |
| ----------------------------------------- | -------- | -------- | ------------------------- | --------------- | ---------------------------------- |
| Presidente del Consiglio dei Ministri     |          |          | Adolphe Thiers            | Centro-sinistra | Dal 19 febbraio 1871               |
| Vicepresidente del Consiglio dei Ministri |          |          | Jules-Armand Dufaure      | Centro-sinistra | Dal 19 febbraio 1871               |
|                                           |          |          |                           |                 |                                    |
| Ministro degli Affari Esteri              |          |          | Jules Favre               | Sinistra        | 19 febbraio 1871– 2 agosto 1871    |
| Ministro degli Affari Esteri              |          |          | Charles de Rémusat        | Centro-destra   | Dal 2 agosto 1871                  |
| Ministro dell'Interno                     |          |          | Ernest Picard             | Sinistra        | 19 febbraio 1871– 5 giugno 1871    |
| Ministro dell'Interno                     |          |          | Félix Lambrecht           | Centro-sinistra | 5 giugno 1871– 8 ottobre 1871      |
| Ministro dell'Interno                     |          |          | Auguste Casimir-Perier    | Centro-destra   | 8 ottobre 1871– 6 febbraio 1872    |
| Ministro dell'Interno                     |          |          | Victor Lefranc            | Centro-sinistra | 6 febbraio 1872– 7 dicembre 1872   |
| Ministro dell'Interno                     |          |          | Eugène de Goulard         | Centro-destra   | Dal 7 dicembre 1872                |
| Ministro della Giustizia                  |          |          | Jules-Armand Dufaure      | Centro-sinistra | Dal 19 febbraio 1871               |
| Ministro della Guerra                     |          |          | Adolphe Le Flô            | Militare        | 19 febbraio 1871– 5 giugno 1871    |
| Ministro della Guerra                     |          |          | Ernest Courtot de Cissey  | Militare        | Dal 5 giugno 1871                  |
| Ministro delle Finanze                    |          |          | Louis Buffet              | Centro-destra   | 19 febbraio 1871– 25 febbraio 1872 |
| Ministro delle Finanze                    |          |          | Augustin Pouyer-Quertier  | Centro-destra   | 25 febbraio 1872– 23 aprile 1872   |
| Ministro delle Finanze                    |          |          | Eugène de Goulard         | Centro-destra   | 23 aprile 1872–7 dicembre 1872     |
| Ministro delle Finanze                    |          |          | Léon Say                  | Centro-sinistra | Dal 7 dicembre 1872                |
| Ministro della Marina e Colonie           |          |          | Louis Pothuau             | Militare        | Dal 19 febbraio 1871               |
| Ministro della Pubblica Istruzione        |          |          | Jules Simon               | Centro-sinistra | Dal 19 febbraio 1871               |
| Ministro dei Lavori Pubblici              |          |          | Charles de Larcy          | Destra          | 19 febbraio 1871–7 dicembre 1872   |
| Ministro dei Lavori Pubblici              |          |          | Oscar Bardi de Fourtou    | Destra          | Dal 7 dicembre 1872                |
| Ministro dell'Agricoltura                 |          |          | Félix Lambrecht           | Centro-sinistra | 19 febbraio 1871– 5 giugno 1871    |
| Ministro dell'Agricoltura                 |          |          | Victor Lefranc            | Centro-sinistra | 5 giugno 1871– 23 aprile 1872      |
| Ministro dell'Agricoltura                 |          |          | Eugène de Goulard         | Centro-destra   | 6 febbraio 1872– 23 aprile 1872    |
| Ministro dell'Agricoltura                 |          |          | Pierre Teisserenc de Bort | Centro-sinistra | Dal 23 aprile 1872                 |